# Coop Alleanza 3.0
Coop Alleanza 3.0 è la più grande fra le cooperative di consumatori del sistema Coop, e come tale aderisce all'ANCC della Lega Nazionale delle Cooperative e Mutue e al consorzio cooperativo Coop Italia. Nasce il 1º gennaio 2016 dalla fusione di tre società cooperative della grande distribuzione organizzata (Coop Adriatica, Coop Estense e Coop Consumatori Nordest) del sistema Coop Italia.
Coop Alleanza 3.0 è la prima Coop italiana per numero di punti vendita (388 negozi, di cui 62 ipermercati), soci e fatturato e la cooperativa più grande d'Europa per numero di soci.

## Storia

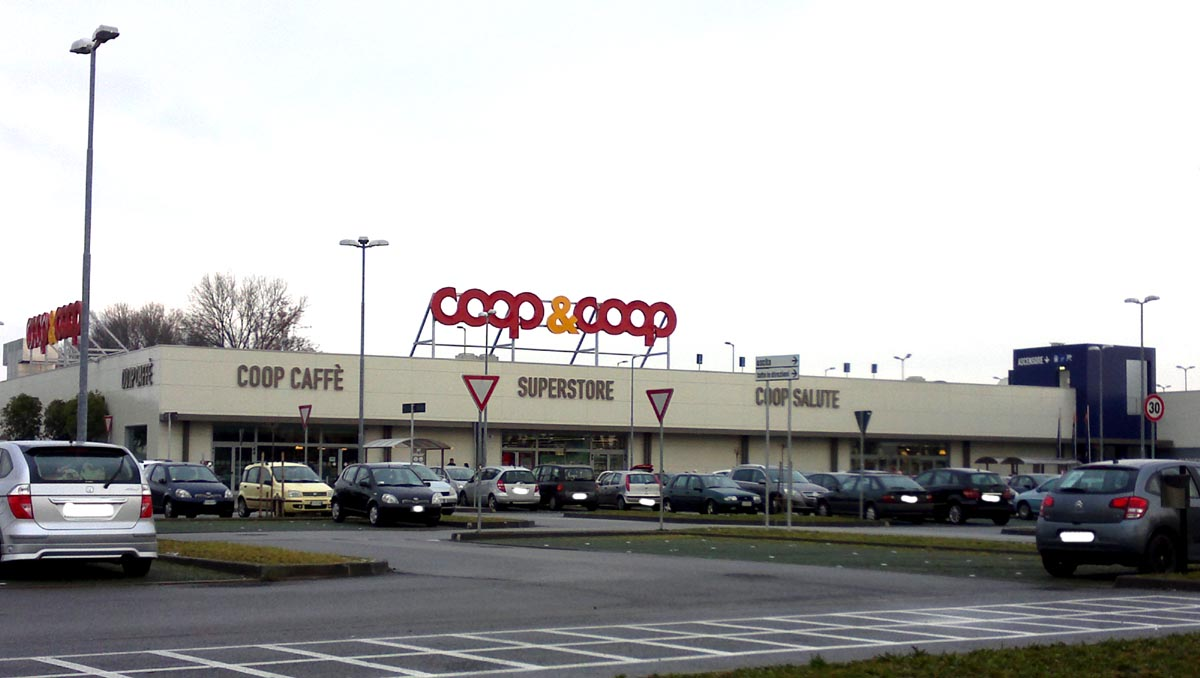
Superstore Coop&Coop (ora Superstore Coop) a Mestre (Venezia)

Nel marzo 2015 Coop Adriatica, Coop Estense e Coop Consumatori Nordest si fondono in un'unica nuova società denominata "Coop Alleanza 3.0", che diviene operativa dal 1º gennaio 2016. Nel dicembre 2015 i soci di Coop Alleanza 3.0, già provenienti dalle Cooperative Adriatica, Estense e Nordest, erano circa 2.780.000, di cui circa 462.000 soci prestatori, mentre i dipendenti ammontavano a un totale di circa 22.000 persone suddivisi in 427 negozi, con un fatturato compreso tra 4,8 e 5 miliardi di euro e un patrimonio di 2,2 miliardi di euro.
Nel mese di marzo 2016 viene annunciato l'accordo con Unicoop Tirreno per la cessione a Coop Alleanza 3.0 di parte dei punti vendita situati all'esterno della Toscana (cioè in Umbria, Lazio e Campania). Nel febbraio 2017 Coop Alleanza 3.0 sigla un accordo con il Gruppo AZ per l'apertura di 34 negozi in franchising con il marchio Coop Master - Alleanza 3.0 in Calabria, in sostituzione delle insegne Auchan e Sidis. Nel maggio 2017 sono stati aperti alcuni negozi a marchio Coop specializzati per animali dove sarà offerto anche un servizio di tolettatura.
Il bilancio del primo anno di attività si chiuse da un lato con una perdita di 94,6 milioni di euro per l'attività commerciale propria della cooperativa (vendite nei supermercati), però compensata dall'altro lato dai notevoli proventi finanziari (198 milioni di euro) guadagnati principalmente dal gruppo assicurativo-bancario Unipol: tale situazione consentì alla fine di ottenere un bilancio consolidato di gruppo con un utile positivo di sei milioni di euro. La situazione si è aggravata nel 2017, anno in cui il bilancio ha registrato una perdita di 142,1 milioni di euro nelle vendite nei supermercati, parzialmente compensata dai proventi finanziari della controllata Unipol, consentendo così di limitare la perdita d'esercizio globale a 37,6 milioni di euro.
Per far fronte alla crisi commerciale dei supermercati, il piano industriale prevede la diminuzione dei punti vendita (soprattutto gli ipermercati), l'introduzione del franchising e del commercio elettronico. Saranno dismessi entro il 2021 una trentina di supermercati.
Il 1º gennaio 2018 Coop Eridana e Coop Sicilia entrano a far parte di Coop Alleanza 3.0. Al fine di ripianare i conti negativi, nel corso dell'anno viene annunciata la vendita delle farmacie comunali di Modena, della rete dei distributori di Carburanti 3.0 all'azienda veneziana VEGA Carburanti e di Unipol Banca al gruppo BPER. Il bilancio consuntivo 2018 è peggiore rispetto all'anno precedente, con un fatturato di 4,8 miliardi e una perdita di 289 milioni di euro.
Il 2019 si apre con l'annuncio della messa in esubero di 752 impiegati amministrativi, da ricollocare all'interno della società. Dal 18 gennaio 2019 viene annunciato il cambio di insegne tra Sigma, la rete di supermercati facenti capo alla Tatò Paride Spa e Coop Alleanza 3.0. Fra le due aziende è stato siglato un accordo di franchising che prevede l'ingresso di Coop in 109 supermercati tra Puglia e Basilicata. La rete di 27 farmacie di PharmaCoop (presenti a Bergamo, Desio, Modena, Padova e Sassuolo) viene venduta alla società Admenta (gruppo McKesson). L'anno 2019 si chiude con un passivo di 164 milioni di euro.
Anche nel 2020 il bilancio della cooperativa registra una chiusura negativa con una perdita di 138 milioni di euro, anche a causa della pandemia di Covid-19 che ha penalizzato le partecipate Robintur, Librerie.coop e IGD e del fatto che Unipol non ha staccato alcun dividendo in seguito alle raccomandazioni della BCE.
A fine 2021, la cooperativa cede i 7 Ipercoop (presso i centri commerciali "Parco Corolla" a Milazzo, "Forum" e "La Torre" a Palermo, "Katanè", "Le Zagare" e "Le Ginestre" a Catania, "Ibleo" a Ragusa) e 5 super (4 a Palermo e un superstore a Bronte) presenti in Sicilia al Gruppo Radenza in seguito ad un accordo di Master Franchising, provvedendo da gennaio 2022 a sostituire l'insegna Crai con le insegne Coop, Incoop, Superstore Coop e Ipercoop nei circa 300 punti vendita presenti nell'isola. Il bilancio 2022 si chiude nuovamente con un perdita di 132 milioni di euro, portando così ad un debito complessivo di 775 milioni per il periodo 2018-2022.
Nel 2023 la cooperativa avvia un'operazione di rifinanziamento del debito per 560 milioni di euro, tramite un margin loan da 200 milioni con Unicredit e 360 milioni di mutui ipotecari con Unicredit, Intesa, BPER e BPM; a luglio vengono ceduti immobili commerciali per 50 milioni di euro tramite cartolarizzazione.

## Partecipazioni strategiche

La sede del gruppo Unipol, principale azienda partecipata da Coop Alleanza 3.0

L'area patrimoniale e finanziaria di Coop Alleanza 3.0 costituisce un aspetto importante della società, poiché garantisce gli "strumenti a sostegno dei valori cooperativi e mutualistici". Il Gruppo Coop Alleanza 3.0 detiene partecipazioni in 48 società operanti nel settore degli immobili, del turismo, dell'energia, dell'informazione, e altri settori.
Coop Alleanza 3.0 detiene il 22,149% del gruppo assicurativo-bancario-immobiliare Unipol: il 9,614% direttamente e dal 15 dicembre 2017, attraverso la beneficiaria Alleanza 3.0 2 S.p.A. della scissione totale non proporzionale della ex controllante Finsoe S.p.A., di un altro 12,535%.
Il gruppo Immobiliare Grande Distribuzione (IGD), detenuto per una quota del 40,92%, è una società di investimento immobiliare quotata, fondata nel 2008 da Coop Adriatica e Unicoop Tirreno per valorizzare e gestire gli edifici commerciali delle cooperative (23 gallerie, 1 retail park, 25 ipermercati e supermercati, oltre ad altri immobili e 14 centri commerciali in Romania). Altra azienda controllata e con finalità di valorizzazione immobiliare è la Immobiliare Nordest spa.
Tra le altre società controllate, le più rilevanti sono:
- Roma distribuzione srl, che gestisce i supermercati ad insegna Coop presenti nel Lazio e nel centro storico di Roma (se ne contano un totale di 21 Supermercati e 22 Mini Mercati e 1 Ipermercato)
- TRMedia, che gestisce diverse reti televisive locali in Emilia-Romagna (ER24 visibile via satellite, TeleReggio, TRC Modena e TRC Bologna) ed infine  RTV38 (in Toscana)
- Librerie.coop spa, rete di negozi per la vendita di libri
- Alleanza Luce&Gas spa, fondata nel 2015, si occupa della fornitura di energia elettrica e metano per uso domestico con il marchio Accendi (in origine Luce&Gas éCoop).  
Coop Alleanza 3.0 ha infine il 1,3% delle azioni di Eataly[24] e (tramite la controllata Fico.Op Srl) il 50% di Eataly World, la società a responsabilità limitata che gestisce il parco tematico FICO Eataly World[25].

## Insegne

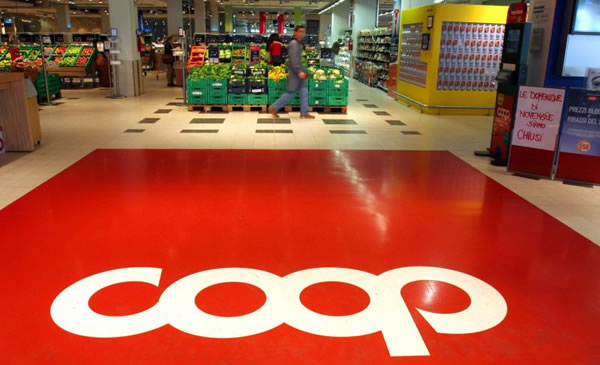
Un supermercato Coop
Insegna InCoop
Insegna Coop
Insegna ex Coop&Coop (ora Superstore Coop)
Insegna Ipercoop
Insegna ExtraCoop